# Felixdorf
Felixdorf è un comune austriaco di 4 334 abitanti nel distretto di Wiener Neustadt-Land, in Bassa Austria; ha lo status di comune mercato (Marktgemeinde). È stato istituito il 1º gennaio 1889 per scorporo dalla città di Wiener Neustadt.